# Alta Garrotxa

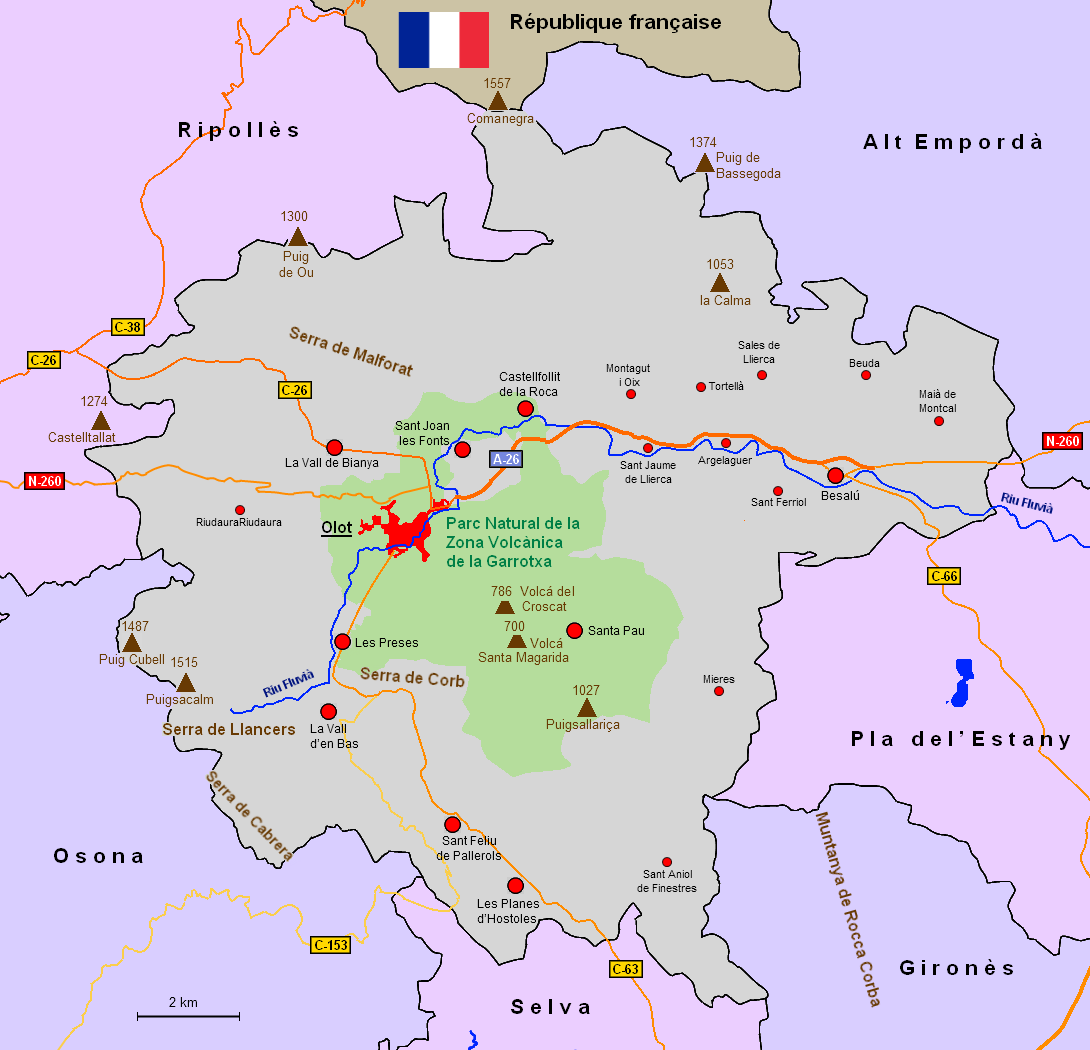
Karte der Garrotxa

Die Alta Garrotxa (Katalanisch für Obere Garrotxa) ist ein Gebiet der östlichen Vorpyrenäen in Katalonien (Spanien), das in den Comarcas Garrotxa, Alt Empordà und Ripollès liegt. Fauna, Flora der Region und die wenigen menschlichen Siedlungen haben im Laufe der Geschichte einen relativ isolierten natürlichen Raum geschaffen, der seine biologische Vielfalt bewahrt hat und zum 120 km² großen Naturschutzpark Vulkane der Garrotxa mit 40 erhaltenen Vulkankegeln gehört. 

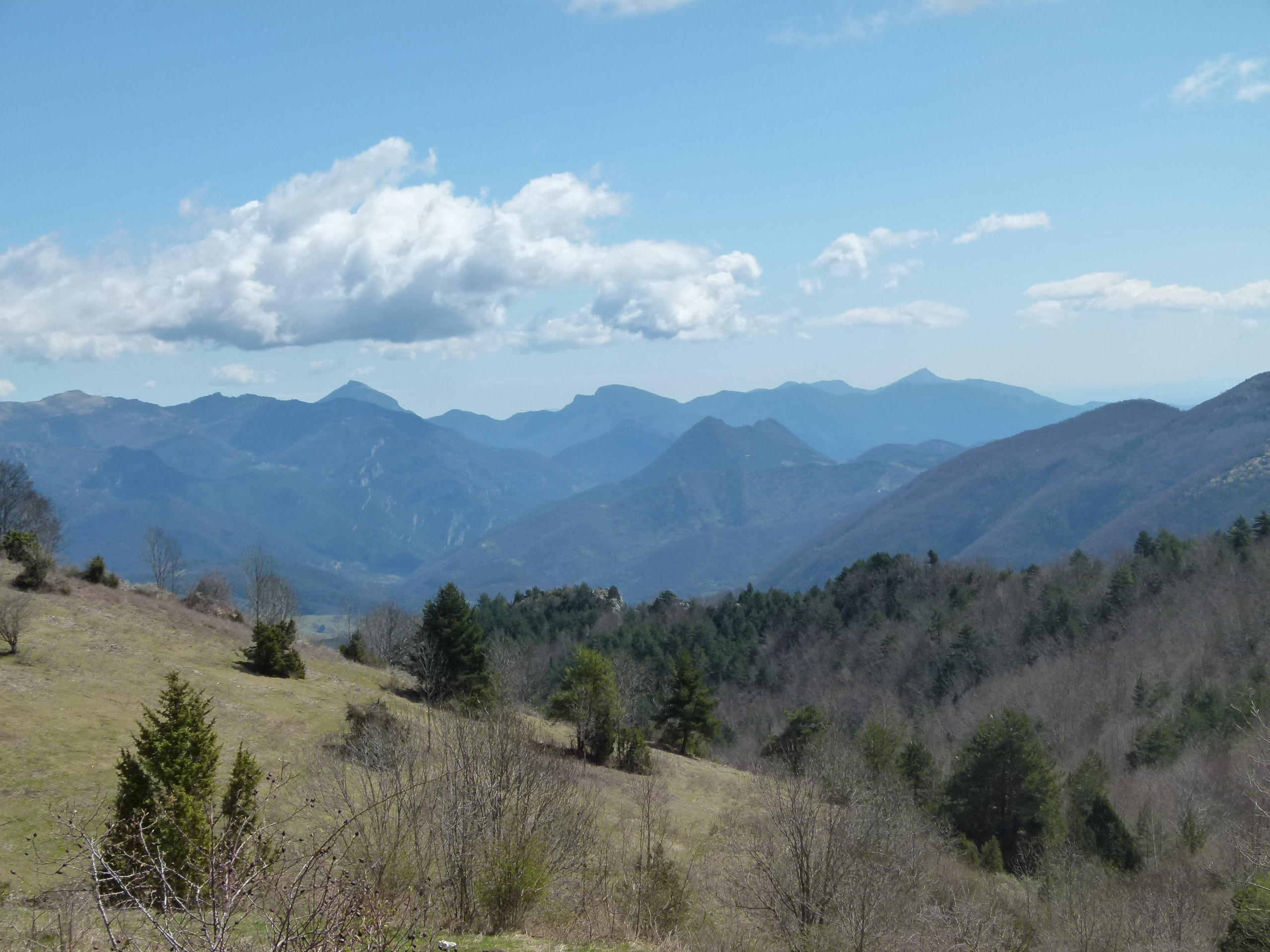
Landschaft der Alta Garrotxa

Die Topografie der Alta Garrotxa mit tiefen Tälern, Flüssen und hohen Klippen und Felswände gab der Region ihren Namen: les garrotxes bezeichnet ein „raues Gelände mit schlechten Wegen“. Bemerkenswert sind darüber hinaus die großen Wälder aus Stein- und Stieleichen und das kulturelle Erbe der Region, das u. a. archäologische Stätten, (wie die Steinkiste auf dem Col de la Creu del Principi) und Kapellen (wie Sant Aniol d’Aguja, eine Wallfahrtskirche in Montagut i Oix inmitten eines Kraters) umfasst.
La Punyalada (‚Der Stab‘) ist einer der bekanntesten Romane von Marià Vayreda. Er handelt in der Alta Garrotxa.